# Ada Bruhn Hoffmeyer
Adelheid (Ada) Maria Bruhn Hoffmeyer (Roskilde, Dinamarca, 1 de diciembre de 1910 - Jaraíz de la Vera, España, 8 de agosto de 1991) fue una arqueóloga e historiadora danesa, experta en armas medievales.

## Biografía
Realizó estudios primarios en su ciudad natal, Roskilde, y posteriormente estudió Arqueología en la Universidad de Copenhague, licenciándose en 1936 con un trabajo sobre el pintor griego Olto y la cerámica de figuras rojas. En 1939 entró a trabajar en el Museo del Ejército de Copenhague (Tøjhusmuseet), llegando a dirigir el departamento de armas y armaduras. En 1945 se doctoró con una tesis acerca de la espada medieval de doble filo, que se publicó en 1954. En 1951 contrajo matrimonio con Erling Hoffmeyer con el que fundó el Instituto de Estudios de Armas Antiguas en 1960. A partir del año siguiente empezó a publicar la revista especializada en armas antiguas Gladius. En 1962 la institución se trasladó a España, instalándose en el pueblo extremeño de Jaraíz de la Vera, siendo reconocido por el CSIC. Desde su puesto como directora del Instituto promovió el estudio de las armas medievales a través de simposios y la edición y publicación de obras especializadas. A su muerte el Instituto de Armas Antiguas se convirtió  en el Instituto Histórico Hoffmeyer como centro de investigación del CSIC.